# 臺北市政府勞動局
25°02′15″N 121°33′50″E / 25.037525°N 121.563782°E
臺北市政府勞動局（簡稱勞動局），1988年成立，是臺北市政府所屬的一級機關。

## 歷史演變
1988年1月15日，由於勞動人口增加，臺北市政府正式成立臺北市政府勞工局，將原隸屬社會局之臺北市國民就業輔導中心、臺北市職業訓練中心、臺北市勞工檢查所、臺北市勞工育樂中心改隸勞工局。
1994年6月，修正勞工局組織規程暨編制表，增設政風室。
1999年3月，為了因應勞工局業務推動資訊化需要，修正勞工局組織規程暨編制表，增列2名資訊專責人員：分析師、管理師。
2003年4月，因應《地方制度法》公布施行，修訂勞工局組織規程暨編制表，編制員額不變。
2010年8月，因應勞工局業務大幅成長，修正勞工局組織規程暨編制表，並依各科業務性質及專業考量，重新規劃各科職掌，調整為5科4室，分別為勞資關係科、勞動基準科、就業安全科、身障就業科、外勞事務科、秘書室、人事室、政風室及會計室；另設4個所屬機關：臺北市勞動檢查處、臺北市就業服務處、臺北市職業訓練中心、臺北市勞工教育中心。
2013年1月1日，勞工局改名為臺北市政府勞動局，同時將身障就業科及外勞事務科整併成立臺北市勞動力重建運用處，臺北市職業訓練中心轉型為臺北市職能發展學院。
2016年9月，臺北市勞動檢查處、臺北市就業服務處、臺北市職能發展學院、臺北市勞工教育中心及臺北市勞動力重建運用處搬至萬華車站交二大樓（艋舺101大樓，臺北市政府第二行政中心）3至11樓辦公。

## 組織架構

### 局本部
- 局長
- 副局長
- 主任秘書
- 專門委員
- 秘書

### 內部單位
- 勞資關係科：掌理工會輔導、勞工福利、工作規則、勞工退休準備金及勞資會議等事項。
- 勞動基準科：掌理勞動條件、建教生核備、定期契約審核、童工通報審核、天災事變突發事件通報、志願服務工作、勞工權益基金、勞資爭議、委外中介團體調解及事業單位事實歇業認定等事項。
  - 勞動條件檢查組：掌理勞動條件（勞動基準法、性別平等工作法、勞工保險條例等）檢查事項。
- 職業安全衛生科：掌理職業安全衛生與教育訓練、職業安全衛生檢查及處分等事項。
- 就業安全科：掌理就業歧視防治、性別工作平等推展審議、就業服務促進、就業保險及職業訓練推展等事項。
- 勞動教育文化科：辦理勞動文化保存，普及並推廣勞動教育，詮釋勞動價值。
- 秘書室：掌理文書檔案、研考業務、出納、總務採購、財產管理、資訊及不屬於其他各單位等事項。
- 會計室：掌理機關歲計、會計、統計等相關業務。
- 人事室：掌理機關人事業務等事項。
- 政風室：掌理貪瀆不法及檢舉、機關安全及公務機密維護、防貪業務等事項。

### 附屬機關
- 臺北市勞動檢查處
- 臺北市就業服務處
- 臺北市勞動力重建運用處
- 臺北市職能發展學院

## 歷任局長
| 任別                 | 姓名                 | 就職時間             | 卸任時間               | 領域出身                                                             |                      |                      |                      |                      |                      |                      |                      |
| 臺北市政府勞工局局長 | 臺北市政府勞工局局長 | 臺北市政府勞工局局長 | 臺北市政府勞工局局長   | 臺北市政府勞工局局長                                                 | 臺北市政府勞工局局長 | 臺北市政府勞工局局長 | 臺北市政府勞工局局長 | 臺北市政府勞工局局長 | 臺北市政府勞工局局長 | 臺北市政府勞工局局長 | 臺北市政府勞工局局長 |
| -------------------- | -------------------- | -------------------- | ---------------------- | -------------------------------------------------------------------- | -------------------- | -------------------- | -------------------- | -------------------- | -------------------- | -------------------- | -------------------- |
| 1                    | 郭吉仁               | 1988年1月15日        | 1998年月日             | 律師、臺北縣政府勞工局代理局長                                       |                      |                      |                      |                      |                      |                      |                      |
| 2                    | 鄭村棋               | 1998年月日           | 2003年2月15日          | 記者、工運、社運、政治人士                                           |                      |                      |                      |                      |                      |                      |                      |
| 3                    | 嚴祥鸞               | 2003年2月日          | 2005年3月日            | 教育家                                                               |                      |                      |                      |                      |                      |                      |                      |
| 4                    | 師豫玲               | 2005年3月日          | 2006年月日             | 臺北市政府社會局第五科科長、臺北市中正區區長、臺北市政府勞工局副局長 |                      |                      |                      |                      |                      |                      |                      |
| 5                    | 蘇盈貴               | 2006年月日           | 2010年3月11日          | 立法委員、教育家                                                     |                      |                      |                      |                      |                      |                      |                      |
| 6                    | 陳業鑫               | 2010年3月11日        | （勞工局更名為勞動局） | 臺灣高雄地方法院法官、臺北市政府訴願審議委員會主任委員               |                      |                      |                      |                      |                      |                      |                      |
| 臺北市政府勞動局局長 |                      |                      |                        |                                                                      |                      |                      |                      |                      |                      |                      |                      |
| 1                    | 陳業鑫               | 2013年1月            | 2014年12月24日         |                                                                      |                      |                      |                      |                      |                      |                      |                      |
| 2                    | 賴香伶               | 2014年12月25日       | 2020年1月31日          | 工運、社運人士                                                       |                      |                      |                      |                      |                      |                      |                      |
| 3                    | 陳信瑜               | 2020年2月1日         | 2022年9月5日           | 高雄市議員                                                           |                      |                      |                      |                      |                      |                      |                      |
| 4                    | 高寶華               | 2022年9月5日         | 2025年3月18日          | 新北市政府勞工局局長                                                 |                      |                      |                      |                      |                      |                      |                      |
| 5                    | 王秋冬               | 2025年3月18日        | 現任                   | 臺北市政府觀光傳播局局長                                             |                      |                      |                      |                      |                      |                      |                      |

## 爭議

### 否決台大工會成立
2012年1月20日，國立臺灣大學研究生發起組織的台大工會向台北市政府勞工局申請立案。台北市政府勞工局以「兼任助理、研究計畫臨時工、教學助理，依其所附證明文件，尚難認定其與該校間存有僱傭關係」為由，否決台大工會的成立申請。5月31日，台大工會前往行政院勞工委員會抗議，台大工會理事長黃守達向勞委會勞資關係處工會科科長江衍平遞交訴願書。

## 外部連結
- 臺北市政府勞動局 （页面存档备份，存于）（中文）（英文）
- 勞動臺北的Facebook專頁
- YouTube上的TaipeiBola 頻道